# Hørning
Hørning é um município da Dinamarca, localizado na região central, no condado de Arhus.